# Conni Trieder
Constanze „Conni“ Trieder (* 1987 in Karl-Marx-Stadt) ist eine deutsche Jazzmusikerin (Flöten, auch Gesang, Komposition).

## Leben und Wirken
Trieder wuchs seit 1990 in Halle an der Saale auf. Sie studierte zunächst „Kulturwissenschaften und ästhetische Praxis“ an der Universität Hildesheim, dann Jazzflöte an der Hochschule für Musik und Tanz Köln bei Michael Heupel.
Seit 2013 arbeitete Trieder als freiberufliche Musikerin, komponierte für ihre eigenen Ensembles und verfasste Theatermusik, auch im Rückgriff auf Musique concrète. Sie ist Mitglied der Performancegruppe pulk fiktion, mit dessen Stück Hieronymus sie 2020 den Kölner Kinder- und Jugendtheaterpreis erhalten hat.
Trieder leitete mehrere eigene Bands, zunächst das Quartett Das Kleine Grusel (LP Live in Jahmen-Ausbau, Hasen Records 2017) und das Duo Dunkelwellen mit Kai Niggemann. Mit ihrem Conni Trieder Trio, zu dem Lukas Keller (Kontrabass) und Jakob Kammerer bzw. Simon Bräumer (Schlagzeug) gehörten, veröffentlichte sie 2021 bei nWog Records ihr Debüt-Album Brot und Salz, das gute Kritiken erhielt. 2020 gründete sie ihr neues, ungewöhnlich besetztes Quartett Trieders Holz mit Quentin Coppalle als zweitem Flötisten, Leonhard Huhn an den Klarinetten und Athina Kontou am Kontrabass; dessen Album Vertraute Orte erschien 2023 ebenfalls bei nWog Records. Weiterhin gehört sie zu Luise Volkmanns Ensembles LEONEsauvage und Été Large.
Trieder verfasste zudem das Radio-Feature Das war’s mein Lieber! Ein Plädoyer für den Hahn. Sie ist auch auf Alben von Faber, Evelyn Kryger, The Hirsch Effect, Stadtgespräch und Gianni Brezzo zu hören.